# Мартин Синковић
Мартин Синковић (Загреб, 10. новембар 1989) хрватски веслачки репрезентативац, освајач сребрне олимпијске медаље и светски првак у четверац скулу, европски првак у дубл скулу и вишеструки национални првак. Члан је Хрватског академског веслачког клуба Младост из Загреба (ХА ВК Младост).- Тренери су му Дарко Микшић и Никола Бралић.
Синковићева веслачка каријера почела је 1999. године. Прво велико такмичење било је Светско јуниорско првенство 2006. где је освојио 7 место као члан посаде осмерца, а 2007 је освојио бронзану медаљу у скифу. Године 2008. почео је да весла у дубл скулу са својим старијим братом Валентом Синковићем и на У—23 Светском првенству, освојио друго место, а 2009. треће, док су на Европском првенству били пети.
Године 2009. браћа Синковић су у првој регати Светског купа на језеру Бањолес трећи. За другу регату Светског купа у Минхену, веслао је у четверац скулу и победио. Од тада до Летњих олимпијских игара 2012. четврерац скул весла у саставу: Давид Шајин, Мартин Синковић, Дамир Мартин и Валент Синковић.
Са четверац скулом у 2010. освојио је све три регате Светског купа, победио на У-23 Светском првенству и Светском првенству на Новом Зеланду. Једини „кикс“ је био на Европском првенству када је био други.
Четверац скул је у 2011. у Светском купу заузео 2, 1 и 5. место, а на Светском првенству бронзану медаљу.
Све три трке Светског купа 2012. је добио, а на Летњим олимпијским играма 2012. у Лондону освојио је сребрну медаљу иза немачког чамца.
На Европском првенству у веслању 2012. са братом Валентом у дубл скулу постао је и европски првак.